# Campeonato Europeu de Atletismo em Pista Coberta de 2017 - 400 m masculino
A prova dos 400 metros masculino do Campeonato Europeu de Atletismo em Pista Coberta de 2017 foi disputada entre os dias 3 e 4 de março de 2017 na Arena Kombank em Belgrado,  na Sérvia. 

## Recordes
Antes desta competição, os recordes mundiais e do campeonato nesta prova eram os seguintes:
|                       | Nome             | Nacionalidade     | Tempo  | Local        | Data                   |
| --------------------- | ---------------- | ----------------- | ------ | ------------ | ---------------------- |
| Recorde mundial       | Kerron Clement   | Estados Unidos    | 44s 57 | Fayetteville | 12 de março de 2005    |
| Recorde do campeonato | Pavel Maslák     | Chéquia           | 45s 33 | Praga        | 7 de março de 2015     |
| Recorde europeu       | Thomas Schönlebe | Alemanha Oriental | 45s 05 | Sindelfingen | 5 de fevereiro de 1988 |

## Medalhistas
| Ouro               | Prata              | Bronze                    |
| Pavel Maslák (CZE) | Rafał Omelko (POL) | Liemarvin Bonevacia (NED) |

## Cronograma
Todos os horários são locais (UTC+2).
| Data       | Hora  | Evento    |
| ---------- | ----- | --------- |
| 3 de março | 10:20 | Bateria   |
| 3 de março | 18:05 | Semifinal |
| 4 de março | 20:33 | Final     |

## Resultados

### Bateria
Qualificação: 2 atletas de cada bateria  (Q) mais os 2 melhores qualificados (q). 
| Posição | Bateria | Atleta              | Nacionalidade        | Tempo | Notas   |
| ------- | ------- | ------------------- | -------------------- | ----- | ------- |
| 1       | 5       | Benjamin Lobo Vedel | Dinamarca            | 46.65 | Q,      |
| 2       | 3       | Lucas Búa           | Espanha              | 46.72 | Q       |
| 3       | 1       | Liemarvin Bonevacia | Países Baixos        | 46.91 | Q       |
| 4       | 3       | Rafał Omelko        | Polónia              | 46.97 | Q       |
| 4       | 5       | Thomas Jordier      | França               | 46.97 | Q,      |
| 6       | 1       | Óscar Husillos      | Espanha              | 47.13 | Q       |
| 7       | 4       | Samuel García       | Espanha              | 47.16 | Q       |
| 8       | 3       | Yoann Décimus       | França               | 47.25 | q       |
| 9       | 3       | Jan Tesař           | Chéquia              | 47.28 | q       |
| 10      | 1       | Marc Koch           | Alemanha             | 47.39 |         |
| 11      | 4       | Batuhan Altıntaş    | Turquia              | 47.44 | Q       |
| 12      | 1       | Patrik Šorm         | Chéquia              | 47.50 |         |
| 13      | 2       | Pavel Maslák        | Chéquia              | 47.57 | Q       |
| 14      | 2       | Brian Gregan        | Irlanda              | 47.62 | Q       |
| 15      | 4       | Marvin Schlegel     | Alemanha             | 47.65 |         |
| 16      | 2       | Mateo Ružić         | Croácia              | 47.66 |         |
| 17      | 3       | Vitaliy Butrym      | Ucrânia              | 47.76 |         |
| 18      | 4       | Yevhen Hutsol       | Ucrânia              | 47.77 |         |
| 19      | 1       | Denis Danac         | Eslováquia           | 48.02 |         |
| 20      | 2       | Marco Lorenzi       | Itália               | 48.10 |         |
| 21      | 1       | Luca Flück          | Suíça                | 48.29 |         |
| 22      | 2       | Tony van Diepen     | Países Baixos        | 48.57 |         |
| 23      | 3       | Rusmir Malkočević   | Bósnia e Herzegovina | 48.58 |         |
| 24      | 5       | Miloš Raović        | Sérvia               | 48.89 |         |
| 25      | 4       | Terrence Agard      | Países Baixos        | DNF   |         |
| 25      | 2       | Mauritz Kåshagen    | Noruega              | DSQ   | R162.7  |
| 25      | 5       | Luka Janežič        | Eslovênia            | DSQ   | R163.3b |
| 25      | 5       | Mario Lambrughi     | Itália               | DSQ   | R163.3b |

### Semifinal
Qualificação: 3 atletas de cada bateria. 
| Posição | Bateria | Atleta              | Nacionalidade | Tempo | Notas |
| ------- | ------- | ------------------- | ------------- | ----- | ----- |
| 1       | 1       | Pavel Maslák        | Chéquia       | 46.45 | Q     |
| 2       | 1       | Benjamin Lobo Vedel | Dinamarca     | 46.60 | Q,    |
| 3       | 1       | Samuel García       | Espanha       | 46.62 | Q     |
| 4       | 2       | Rafał Omelko        | Polónia       | 47.15 | Q     |
| 5       | 2       | Liemarvin Bonevacia | Países Baixos | 47.21 | Q     |
| 6       | 2       | Lucas Búa           | Espanha       | 47.24 | Q     |
| 7       | 1       | Thomas Jordier      | França        | 47.49 |       |
| 8       | 2       | Jan Tesař           | Chéquia       | 47.64 |       |
| 9       | 2       | Óscar Husillos      | Espanha       | 47.83 |       |
| 10      | 2       | Yoann Décimus       | França        | 47.87 |       |
| 11      | 1       | Batuhan Altıntaş    | Turquia       | 47.89 |       |
| 12      | 1       | Brian Gregan        | Irlanda       | 48.08 |       |

### Final
A final aconteceu às 20:33 no dia 4 de março de 2017. 
| Posição           | Raia | Atleta              | Nacionalidade | Tempo | Notas            |
| ----------------- | ---- | ------------------- | ------------- | ----- | ---------------- |
| Medalha de ouro   | 5    | Pavel Maslák        | Chéquia       | 45.77 |                  |
| Medalha de prata  | 6    | Rafał Omelko        | Polónia       | 46.08 | Recorde pessoal  |
| Medalha de bronze | 3    | Liemarvin Bonevacia | Países Baixos | 46.26 | Recorde nacional |
| 4                 | 4    | Benjamin Lobo Vedel | Dinamarca     | 46.33 | Recorde pessoal  |
| 5                 | 2    | Lucas Búa           | Espanha       | 46.74 |                  |
| 6                 | 1    | Samuel García       | Espanha       | 46.74 |                  |

Legenda
| Recorde mundial       | Recorde mundial (World record)               |                       | Recorde africano                      | Recorde africano (African) |                                           | Q | Classificado por posição (Qualified) |
| Recorde do campeonato | Recorde do campeonato (Championship record)  | Recorde da América    | Recorde da América (Americas)         | q                          | Classificado por melhor tempo (Qualified) |   |                                      |
| Melhor marca do ano   | Melhor marca do ano (World leading)          | Recorde asiático      | Recorde asiático (Asian)              | DNS                        | Não largou (Did not start)                |   |                                      |
| Recorde nacional      | Recorde nacional (National record)           | Recorde europeu       | Recorde europeu (European)            | DNF                        | Não terminou (Did not finish)             |   |                                      |
| Recorde pessoal       | Recorde pessoal do atleta (Personal best)    | Recorde da Oceania    | Recorde da Oceania (Oceania)          | DSQ / DQ                   | Desclassificado (Disqualified)            |   |                                      |
| Recorde da temporada  | Recorde da temporada do atleta (Season best) | Recorde sul-americano | Recorde sul-americano (South America) | NM                         | Sem marca (No mark)                       |   |                                      |